# Kiss Me Once Tour
Kiss Me Once Tour – światowa trasa koncertowa Kylie Minogue (trzynasta w karierze artystki), która odbywa się w okresie od września 2014 do marca 2015. Obejmuje ponad 30 koncertów w Europie i Australii.

## Koncerty
| Data                 | Miasto      | Państwo           | Arena                            | Support        |        |        |
| Europa               | Europa      | Europa            | Europa                           | Europa         | Europa | Europa |
| -------------------- | ----------- | ----------------- | -------------------------------- | -------------- | ------ | ------ |
| 24 września 2014     | Liverpool   | Anglia            | Echo Arena Liverpool             | Fehrplay       |        |        |
| 26 września 2014     | Manchester  | Anglia            | Phones 4u Arena                  | Copyright      |        |        |
| 27 września 2014     | Londyn      | Anglia            | The Roundhouse                   | MNEK           |        |        |
| 29 września 2014     | Londyn      | Anglia            | The O2 Arena                     | Ferreck Dawn   |        |        |
| 30 września 2014     | Londyn      | Anglia            | The O2 Arena                     | Oliver Heldens |        |        |
| 1 października 2014  | Londyn      | Anglia            | The O2 Arena                     | Oliver Heldens |        |        |
| 3 października 2014  | Cardiff     | Walia             | Motorpoint Arena Cardiff         | Oliver Heldens |        |        |
| 4 października 2014  | Nottingham  | Anglia            | Capital FM Arena Nottingham      | Fehrplay       |        |        |
| 5 października 2014  | Nottingham  | Anglia            | Capital FM Arena Nottingham      | Fehrplay       |        |        |
| 7 października 2014  | Birmingham  | Anglia            | National Indoor Arena            | Fehrplay       |        |        |
| 11 października 2014 | Monte Carlo | Monaco            | Salle Des Étoiles                |                |        |        |
| 13 października 2014 | Madryt      | Hiszpania         | Palacio de Deportes              | Third Party    |        |        |
| 14 października 2014 | Barcelona   | Hiszpania         | Palau Sant Jordi                 | Third Party    |        |        |
| 15 października 2014 | Montpellier | Francja           | Park&Suites Arena                | Fred Falke     |        |        |
| 18 października 2014 | Budapest    | Węgry             | Budapest Sports Arena            | Ferreck Dawn   |        |        |
| 19 października 2014 | Bratysława  | Słowacja          | Zimný štadión Ondreja Nepelu     | Louis La Roche |        |        |
| 21 października 2014 | Praga       | Czechy            | O2 Arena                         | Third Party    |        |        |
| 30 października 2014 | Łódź        | Polska            | Atlas Arena                      | Third Party    |        |        |
| 31 października 2014 | Kaunas      | Litwa             | Žalgiris Arena                   |                |        |        |
| 2 listopada 2014     | Ryga        | Łotwa             | Arena Riga                       |                |        |        |
| 5 listopada 2014     | Lille       | Francja           | Zénith de Lille Grand Palais     |                |        |        |
| 6 listopada 2014     | Bruksela    | Belgia            | Palais 12                        |                |        |        |
| 8 listopada 2014     | Dublin      | Irlandia          | The O2                           |                |        |        |
| 9 listopada 2014     | Belfast     | Irlandia Północna | Odyssey Arena                    |                |        |        |
| 11 listopada 2014    | Newcastle   | Anglia            | Metro Radio Arena                |                |        |        |
| 12 listopada 2014    | Glasgow     | Szkocja           | SSE Hydro                        |                |        |        |
| 13 listopada 2014    | Sheffield   | Anglia            | Motorpoint Arena Sheffield       |                |        |        |
| 15 listopada 2014    | Paryż       | Francja           | Palais Omnisports de Paris-Bercy |                |        |        |
| 17 listopada 2014    | Zurich      | Szwajcaria        | Hallenstadion                    |                |        |        |
| Australia            |             |                   |                                  |                |        |        |
| 14 marca 2015        | Perth       | Australia         | Perth Arena                      |                |        |        |
| 17 marca 2015        | Adelaide    | Australia         | Adelaide Entertainment Centre    |                |        |        |
| 18 marca 2015        | Melbourne   | Australia         | Rod Laver Arena                  |                |        |        |
| 20 marca 2015        | Sydney      | Australia         | Sydney Entertainment Centre      |                |        |        |
| 21 marca 2015        | Brisbane    | Australia         | Brisbane Entertainment Centre    |                |        |        |